# Savignia superstes
Savignia superstes là một loài nhện trong họ Linyphiidae.
Loài này thuộc chi Savignia. Savignia superstes được Konrad Thaler miêu tả năm 1984.